# 천암
천암(千巖, ?~?)은 명나라의 출신의 인물로, 한국 성씨인 영양 천씨의 시조이다.
명나라에서 도총장(都總將)과 판도승상(版圖丞相) 등의 관직을 맡았다.

## 참고 자료
- “천씨(千氏) 본관(本貫) 영양(潁陽)”. 《한국족보출판사》. 2022년 11월 30일에 원본 문서에서 보존된 문서.